# كهف ثاتشفيلد العظيم
كهف ثاتشفيلد العظيم هو كهف كبير يقع في أبرشية سانت آن بالقرب من الساحل الشمالي لجامايكا. ولأنهُ يُعتبر تحت التهديد، فإن موقعهُ الدقيق لا نشر على نطاق واسع.

## التاريخ الطبيعي
يعتبر كهف ثاتشفيلد العظيم أحد أكبر مجاثم الخفافيش في جزيرة جامايكا. يحتوي الكهف أيضًا على أعداد كبيرة من اللافقاريات، ولا سيما الخنافس والعناكب. معظم الحياة في هذا الكهف مدعومة بكميات كبيرة من ذرق الخفافيش.

## روابط خارجية
- Photos: Approach Entrance Lighthole and Great Gallery Great Gallery.
- Thatchfield Great Cave - Jamaican Caves Organisation